# Любовь — это дьявол. Штрихи к портрету Ф. Бэкона
«Любовь — это дьявол. Штрихи к портрету Ф. Бэкона» (англ. Love Is the Devil: Study for a Portrait of Francis Bacon; 1998) — биографический фильм британского режиссёра Джона Мэйбери о художнике-экспрессионисте Фрэнсисе Бэконе и его отношениях со своим натурщиком и любовником Джорджем Дайером.

## Сюжет
Фильм повествует об известном художнике Френсисе Бэконе, которому на момент фильма уже за 50 лет. Однажды Бэкон ловит у себя в доме вора — молодого парня Джорджа Дайера, однако не заявляет на него в полицию, а разрешает остаться. Так у парня появляется пропуск в богемную «тусовку», а у Бэкона — любовник.

## В ролях
| Актёр            | Роль             |
| ---------------- | ---------------- |
| Дерек Джейкоби   | Фрэнсис Бэкон    |
| Дэниел Крейг     | Джордж Дайер     |
| Тильда Суинтон   | Мюриэль Белчер   |
| Энн Лэмбтон      | Изабель Роусторн |
| Эдриан Скарборо  | Дэниел Фарсон    |
| Карл Джонсон     | Джон Дикин       |
| Аннабель Брукс   | Генриетта Мораес |
| Хэмиш Боулс      | Дэвид Хокни      |
| Анита Палленберг | Казино           |

## Достижения
Фильм был показан в рамках программы «Особый взгляд» 51-го Каннского кинофестиваля. Также он участвовал в первом Международном фестивале независимого кино в Буэнос-Айресе, но не победил ни в одной категории. Кроме того, картина собрала некоторое количество наград и номинаций и на других конкурсах:

### Номинации
1999
- Премия «Спутник»[6] — лучшая мужская роль в кинофильме (Дерек Джейкоби);
- Премия Лондонского кружка кинокритиков[7] — британский актёр года (Дерек Джейкоби), британский актёр второго плана года (Дэниел Крейг).

### Награды
1998
- Evening Standard British Film Awards[англ.][8] — лучший актёр (Дерек Джейкоби);
- Эдинбургский кинофестиваль[9][10] — премия имени Майкла Пауэлла за лучший новый британский полнометражный фильм (Джон Мэйбери), премия Pathe лучшему британскому актёру (Дерек Джейкоби и Дэниел Крейг).

1999
- Art Film Fest[11] — лучшая режиссура (Джон Мэйбери), лучшая операторская работа (Джон Мэтисон);
- Fantasporto[12] — лучшая операторская работа (Джон Мэтисон).